# 1129
| [ Edytuj tabelę ]          |                                                              |
| Książę Polski              | - 1102 Bolesław Krzywousty 1138                              |
| Król Angkoru               | - 1113 Surjawarman II 1150                                   |
| Król Anglii                | - 1100 Henryk I 1135                                         |
| Król Aragonii i Nawarry    | - 1104 Alfons I Waleczny 1134                                |
| Hrabia Barcelony           | - 1082 Rajmund Berengar III Wielki 1131                      |
| Książę Bawarii             | - 1126 Henryk X Pyszny 1139                                  |
| Książę Burgundii           | - 1102 Hugo II 1143                                          |
| Cesarz Bizancjum           | - 1118 Jan II Komnen 1143                                    |
| Cesarz Chin                | - 1127 Song Gaozong 1162                                     |
| Książę Czech               | - 1125 Sobiesław I 1140                                      |
| Król Danii                 | - 1104 Niels Stary 1134                                      |
| Władca Egiptu              | - 1101 Al-Amir 1130                                          |
| Król Francji               | - 1108 Ludwik VI Gruby 1137                                  |
| Król Gruzji                | - 1125 Dymitr I 1156                                         |
| Hrabia Holandii            | - 1121 Dirk VI 1157                                          |
| Cesarz Japonii             | - 1123 Sutoku 1141                                           |
| Kalif                      | - 1118 Al-Mustarszid 1135                                    |
| Król Kastylii              | - 1126 Alfons VII 1157                                       |
| Wielki książę Kijowa       | - 1125 Mścisław I Harald 1132                                |
| Patriarcha Konstantynopola | - 1111 Jan IX Agapet 1134                                    |
| Władca Korei               | - 1122 Injong 1146                                           |
| Państwo Almorawidów        | - 1106 Ali ibn Jusuf 1143                                    |
| Król Norwegii              | - 1103 Sigurd I Krzyżowiec 1130                              |
| Książę Obodrzyców          | - 1127 Świętopełk 1129 - 1129 Kanut Lavard 1131              |
| Hrabia Palatynatu          | - 1113 Gotfryd z Kalw 1129 - 1129 Wilhelm z Ballenstadt 1139 |
| Papież                     | - 1124 Honoriusz II 1130                                     |
| Hrabia Portugalii          | - 1112 Alfons I Zdobywca 1139                                |
| Sułtan Rumu                | - 1116 Masud I 1156                                          |
| Książę Rusi halickiej      | - 1124 Iwan I 1141                                           |
| Książę Saksonii            | - 1127 Henryk II Pyszny 1138                                 |
| Sułtan Wielkich Seldżuków  | - 1118 Ahmad Sandżar 1157                                    |
| Król Szkocji               | - 1124 Dawid I Szkocki 1153                                  |
| Król Szwecji               | - 1125 Ragnvald Okrągłogłowy i Magnus Nilsson 1130           |
| Doża Wenecji               | - 1117 Domenico Michiel 1130                                 |
| Król Węgier                | - 1116 Stefan II 1131                                        |

Rok 1129 / MCXXIX
stulecia: XI wiek ~
XII wiek ~
XIII wiek

lata: 1119 «
1124 «
1125 «
1126 «
1127 «
1128 «
1129
» 1130
» 1131
» 1132
» 1133
» 1134
» 1139

## Wydarzenia w Polsce
- Sojusz pomiędzy Mikołajem a Bolesławem III przeciw Warcisławowi I.
- Zbrojna wyprawa polsko-duńska na Pomorze Zachodnie.

## Wydarzenia na świecie
- 13 stycznia – rozpoczął się synod w Troyes na którym powstała reguła zakonna Templariuszy.
- 14 stycznia – Synod w Troyes pod przewodnictwem kardynała legata Mateusza d’Albano i Bernarda opata Clairvaux uprawomocnił powstanie Zakonu Templariuszy.
- 6 kwietnia - Alfons I Zdobywca przybrał tytuł księcia Portugalii.
- 2 czerwca – odbył się ślub Melisandy z Jerozolimy i hrabiego Andegawenii Fulka, od 1131 roku współwładców Królestwa Jerozolimy.

## Urodzili się
- Elżbieta z Hesji, dziewica i zakonnica, mistyczka, święta Kościoła katolickiego (zm. 1165)
- Henryk Lew, książę Saksonii i Bawarii z dynastii Welfów (zm. 1195)

## Zmarli
- Wilhelm, hrabia Luksemburga (ur. ok. 1070)
- Cellach z Armagh, święty katolicki, irlandzki biskup (ur. ok. 1080)